# Hymna Doněcké lidové republiky
Hymna Doněcké lidové republiky je oficiálním státním symbolem neuznané Doněcké lidové republiky, společně se státním znakem a vlajkou. Nahradila tak hymnu ukrajinskou. Hymna je založena na melodii Hymny Ukrajinské sovětské socialistické republiky z roku 1949.

## Slova
| Ruský originál | Český překlad |
| --- | --- |
| Полощет ветер флаги перемен, Донбасс готов к согласию прийти! Он, как боец, поднимется с колен, Чтоб новое дыханье обрести! Отступать больше некуда, Так бывало не раз! Возродим мы Отечество - Возрождённый Донбасс! Донбасс устал, но духом он не пал! К земле прижался лишь передохнуть. У нас народ и крепок и удал, Да будет светел наш нелёгкий путь! Отступать больше некуда, Так бывало не раз! Возродим мы Отечество - Возрождённый Донбасс! Вставай, Донбасс, старинный исполин! И вдоль дорог, среди шипов и роз, Возьми всю силу матушки-Земли, И мир увидит твой гигантский рост! Отступать больше некуда, Так бывало не раз! Возродим мы Отечество - Возрождённый Донбасс! Возродится Отечество - Возродится Донбасс! | Vítr třepotá vlajkami změny, Donbas je připraven se dohodnout, vstává jako bojovník z kolen, aby našel nový dech. Ustoupit již není kam, tak tomu bylo už nejednou. Oživíme vlast – Znovuzrozený Donbas! Donbas je znavený, ale duchem neklesl, přitiskl se k zemi, jen aby si odpočinul. U nás je silný a udatný lid, ať je naše nesnadná cesta jasná! Ustoupit již není kam, tak tomu bylo už nejednou. Oživíme vlast – Znovuzrozený Donbas! Vstaň, Donbase, starý-obře, a podél cest mezi trním a růžemi, vezmi veškerou sílu matičky Země a svět uvidí tvou gigantickou postavu. Ustoupit již není kam, tak tomu bylo už nejednou. Oživíme vlast – Znovuzrozený Donbas! Znovuzrodí se vlast! Znovuzrodí se Donbas! |

### Souvisejíčí články
- Vlajka Doněcké lidové republiky
- Státní znak Doněcké lidové republiky